# Chabestan
Chabestan – miejscowość i gmina we Francji, w regionie Prowansja-Alpy-Lazurowe Wybrzeże, w departamencie Alpy Wysokie.

## Demografia
Według danych na rok 1990 gminę zamieszkiwało 112 osób, a gęstość zaludnienia wynosiła 9 osób/km². W styczniu 2015 r. Chabestan zamieszkiwało 157 osób, przy gęstości zaludnienia wynoszącej 12,9 osób/km².